# Mugardos (kommun)
Mugardos är en kommun i Spanien.  Den ligger i provinsen A Coruña i den autonoma regionen Galicien i nordvästra delen av landet, 500 km väster om huvudstaden Madrid. Antalet invånare är 5 195 (2024). Arean är 12,77 kvadratkilometer.